# Locked In (2023)
Locked In is een Brits-Franse psychologische thriller uit 2023, geregisseerd door Nour Wazzi.

## Verhaal
De film draait om een goedbedoelende verpleegster die probeert te begrijpen hoe de verwondingen van een comateuze patiënte zijn ontstaan.

## Rolverdeling
| Acteur        | Personage              |
| ------------- | ---------------------- |
| Famke Janssen | Katherine              |
| Rose Williams | Lina                   |
| Alex Hassell  | dokter Lawrence        |
| Finn Cole     | Jamie                  |
| Anna Friel    | verpleegster Mackenzie |

## Productie
Nicky Bentham produceerde voor Neon Films terwijl Alison Jackson uitvoerend produceerde voor Gaumont. Het is het speelfilmdebuut van regisseur Nour Wazzi, die werkte op basis van een script van Rowan Joffé.
In december 2022 werden Finn Cole, Famke Janssen en Rose Williams bevestigd in de hoofdrollen, met Alex Hassell en Anna Friel ook in de cast.
De opnames begonnen eind 2022 in Londen. Begin 2023 vonden er ook opnames plaats in St. Albans, onder meer in de St. Albans-kathedraal.

## Release
De film werd uitgebracht op 1 november 2023 op de streamingdienst Netflix.